# Miel Cools

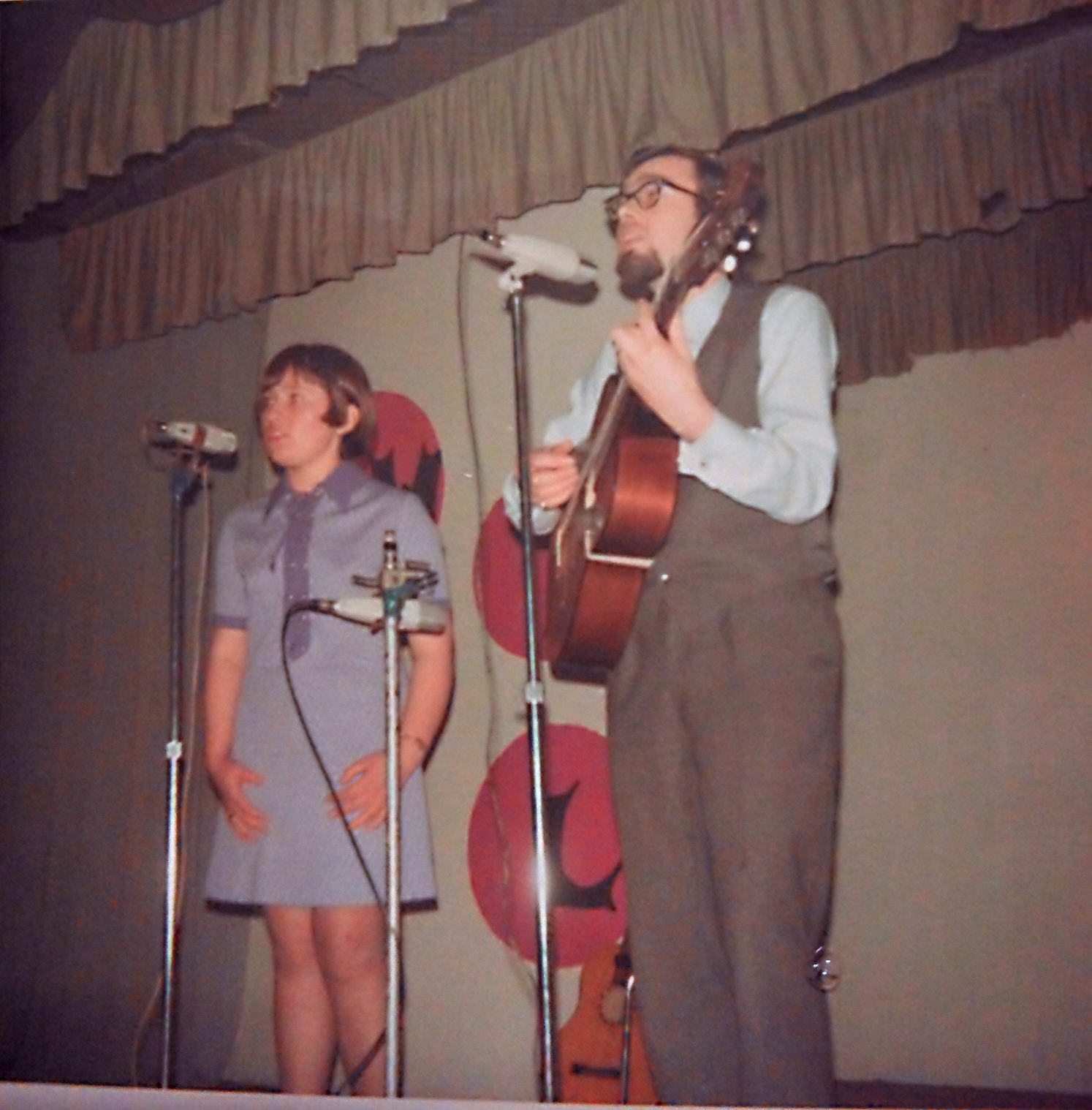
Miel Cools samen met Claire Vanhonnacker tijdens een optreden in Deerlijk, april 1970.

Emile August (Miel) Cools (Herk-de-Stad, 15 april 1935 – Hasselt, 1 juni 2013) was een Vlaamse zanger, gitarist en kleinkunstenaar. Hij wordt de 'Nestor van de kleinkunst' in Vlaanderen genoemd. Zijn bekendste nummers zijn Boer Bavo op tekst van Bert Broes, Houden van, De Troubadours, De Soldaat, Vader, Lied van Jan, De Zeven Zwanen en Niet Bang Zijn.

## Biografie
Cools begon zijn kleinkunstcarrière in 1954 als schrijver van de studentenoperette De misbakken student (naar een libretto van Roger Hendriks). Vanaf 1960 trad hij op met liedjes van Toon Hermans, Jules de Corte en anderen, maar niet lang daarna schreef hij zijn eigen muziek op teksten van onder andere Bert Broes, Jaak Dreesen en Louis Verbeeck.
Hij werd een van de pioniers van het kleinkunstgenre in Vlaanderen. Als geen ander kon hij alleen op een kruk met zijn gitaar een publiek boeien. In 1967 richtte hij zijn eigen platenmaatschappij Kalliope op. Cools was de ontdekker van Luk Saffloer, De Vaganten en Wim De Craene. 

## Radio
In 1979 presenteerde hij het radioprogramma Er trilt een snaar.

## Eerbetonen
Op 10 oktober 2004 werd in het Cultuurcentrum van Hasselt gevierd dat Miel Cools 50 jaar op de planken stond. Sinds februari 2005 had Cools een nieuw programma getiteld "D'r was toch nog iets!!." Hij werd daarin bijgestaan door de Vlaamse musici Jokke Schreurs (gitaar) en Ivan Smeulders (accordeon).
Op 11 juli 2012 ontving Cools een Gulden Spoor, een onderscheiding waarmee de beweging Vlaanderen-Europa personen of instanties huldigt die door hun engagement of hun prestaties een markant spoor trekken op cultureel, algemeen-maatschappelijk of sociaal-economisch vlak en daarbij een positieve betrokkenheid op de Vlaamse samenleving aan de dag leggen.

## Persoonlijk leven
Cools was getrouwd met Jenny Nysten en had vier kinderen. In mei 2007 stopte Cools op doktersbevel definitief met optreden. Zijn herstel was zo bijzonder goed dat hij in een interview te Herk-de-Stad in mei 2008 verklaarde opnieuw tweemaal per maand te zullen optreden.
Cools is in juni 2013 overleden, de begrafenisplechtigheid vond plaats in de Sint-Quintinuskathedraal in Hasselt.

## Discografie
- 1963 - 10 Suyverlycke minneliedekens (Eufoda)
- 1965 - Miel Cools (12 tracks) (Cardinal CLP 1005)
- 1965 - Miel Cools (14 tracks) (Cardinal CLP 101057)
- 1969 - Miel Cools (Kalliope BC 1120)
- 1969 - Liedjes voor twintig eeuwen (Philips 861 804 LCY)
- 1971 - Miel Cools (Kalliope)
- 1973 - Miel Cools zingt Ernst van Altena (Kalliope)
- 1974 - Nachten dat de spin niet spint (Kalliope)
- 1979 - Houden van ... (Kalliope 5335)
- 1983 - Morgen (Philips)
- 1989 - Er was een tijd (Eufoda)
- 1990 - Lodewijk de Beduimelde (Eufoda)
- 1993 - Verzameld (Kleinkunst Reeks 3, Ariola)
- 1999 - Niet bang zijn
- 2005 - Masterserie
- 2007 - d' Er was toch nog iets